# NGC 2295
NGC 2295 este o galaxie spirală situată în constelația Câinele Mare. A fost descoperită în 2 februarie 1835 de către John Herschel. Se află la o distanță de 25,37 de megaparseci de Pământ.